# حطب

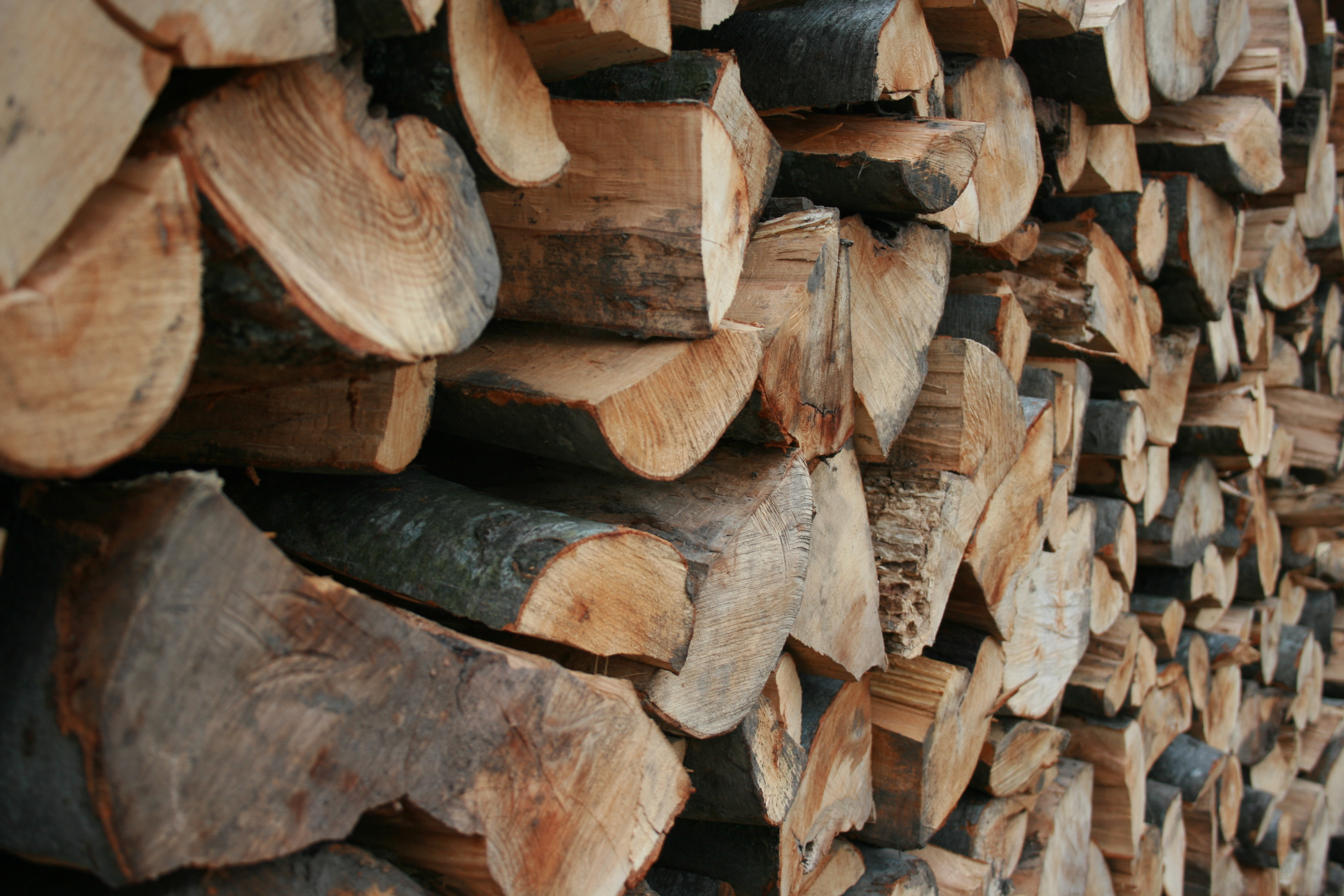
تخزين الحطب

الحطب أو خشب وقود هو قطع من خشب الشجر وقد جفت لتستخدم كوقود لشعل النار والحصول على طاقة حرارية تستخدم لعدة أغراض منزلية، منها التدفئة والطهي وغلي الماء. والذي يعمل على قطع الأخشاب وجعلها حطباً يسمى حطّاباً. وما زالت الكثير من البيوت تستخدم المدفأة التقليدية وتشعل نارها باستخدام الحطب في فصل الشتاء والأيام الباردة.
وعلى الصعيد الصناعي أستخدم الحطب كمصدر أساسي للطاقة الحرارية حتى بدايات القرن التاسع عشر ليستبدل بعدها أولاً بالفحم ثم بالنفط. وكبدائل للطاقة الرخيصة استنبط المصريون طريقة لتحويل حطب القطن إلى فحم نباتي ذا قدرة عالية وبتكلفة أرخص من الكثير من الوسائل الأخرى.